# Muzeum Skarbów Ziemi i Morza

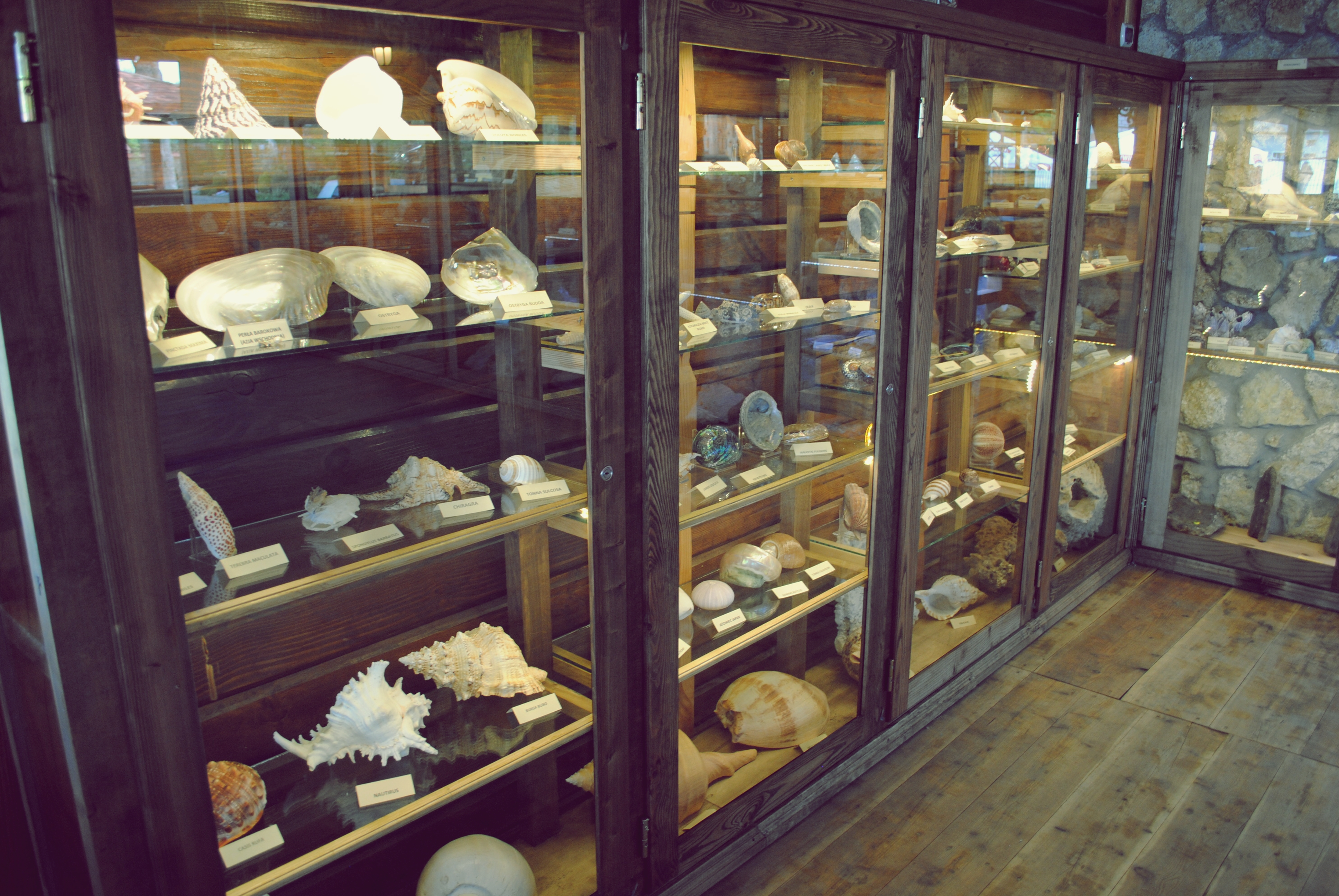
Gabloty Muzeum

Muzeum Skarbów Ziemi i Morza w Szczebrzeszynie, założone w 2012 roku. Muzeum gromadzi ponad 700 eksponatów z całego świata. W zbiorach możemy podziwiać liliowce, agaty, skamieniałe drewno, trylobity, ametysty, malachity, wszelkiego rodzaju muszle, koralowce oraz wiele innych.